# Thomas Hitzbleck
Thomas Hitzbleck (Wilhelmshaven, 12 de marzo de 1947) es un deportista alemán que compitió para la RFA en remo. Ganó una medalla de bronce en el Campeonato Mundial de Remo de 1975 y una medalla de bronce en el Campeonato Europeo de Remo de 1969.

## Palmarés internacional
| Campeonato Mundial | Campeonato Mundial       | Campeonato Mundial | Campeonato Mundial |
| Año                | Lugar                    | Medalla            | Prueba             |
| ------------------ | ------------------------ | ------------------ | ------------------ |
| 1975               | Nottingham (Reino Unido) | Medalla de bronce  | Dos con timonel    |
| Campeonato Europeo |                          |                    |                    |
| Año                | Lugar                    | Medalla            | Prueba             |
| 1969               | Klagenfurt (Austria)     | Medalla de bronce  | Ocho con timonel   |